# Viktor Gushan
Viktor Anatolievich Gushan (russe : Виктор Анатольевич Гушан, roumain : Victor Gușan) est un homme d'affaires moldo-russe et ancien officier du KGB.

## Biographie
Viktor Gushan est né le 9 septembre 1962. Il était officier du KGB, où, selon certaines sources, il était connu sous le nom de « Sheriff ». Selon d'autres sources, il aurait été combattant dans la guerre de Transnistrie.
En 1993, avec Ilya Kazmaly, il fonde la société holding Sheriff,,. Depuis mars 2012, Gushan a le contrôle total de la société et en est le président. Initialement, l'entreprise était active dans le commerce des cigarettes et de l'alcool, puis s'est étendue à d'autres domaines. Sheriff détient le monopole du commerce, du pétrole, des télécommunications et des médias transnistriens. En 2021, la société contrôlait environ 60 % de l'économie de la Transnistrie.
Gushan est l'une des personnes les plus riches de l'espace post-soviétique, avec une fortune estimée à 2 milliards de dollars,. Outre la Russie et la Moldavie (en particulier la Transnistrie), Gushan a également des affaires en Ukraine, à Chypre et en Allemagne. Il possède également des propriétés dans l'oblast d'Odessa en Ukraine. À la suite de l'annexion de la Crimée par la Russie, Gushan a étendu ses activités à cette région,.
Le succès de Sheriff a été facilité par l'ancien président transnistrien Igor Smirnov, qui a exempté l'entreprise du paiement des droits de douane. L'entreprise soutient le parti politique Obnovlenie, qui détient le pouvoir en Transnistrie depuis des années,. Au cours de son mandat de président de la Transnistrie, Evgueni Chevtchouk critique le monopole de Sheriff et accuse Gushan d'être impliqué dans diverses activités criminelles. Après avoir terminé son mandat, Chevtchouk fui la Transnistrie, accusant Gushan d'avoir tenté de l'assassiner. À la suite des élections de 2020, Obnovlenie est le seul parti présent au Soviet suprême de la Transnistrie, concentrant ainsi tout le pouvoir entre les mains de Gushan. 
Pour ces raisons, Gushan est considéré comme un oligarque ou même le dirigeant officieux de la Transnistrie,,. Il est également président du FC Sheriff Tiraspol.